# Caccobius grossegranosus
Caccobius grossegranosus là một loài bọ cánh cứng trong họ Bọ hung (Scarabaeidae).